# Мартиролог садиб України
Мартиролог зниклих і знищених садиб України за сучасними областями.

## Вінницька обл.
- палац Ланге, с. Нападівка, 19 ст., класицизм, руїна
- Хмільницький замок, Палац графа Ксідо, м.Хмільник, класицизм і еклектика початку 20 ст., готельчик, стан напіваварійний.
- садиба Анджея Орловського, селище Межирів(Межиров) палац кінця 18 ст, класицизм (1793 р.?), зруйновано.
- Сутиски, садиба графа Гейдена, залишки будиночка вартового, перебудовані флігелі і неоготична вежа.
- Тиврів. Садиба Ярошинських — Брама садиби: Вінницька область
- село Гущинці, Калинівський район

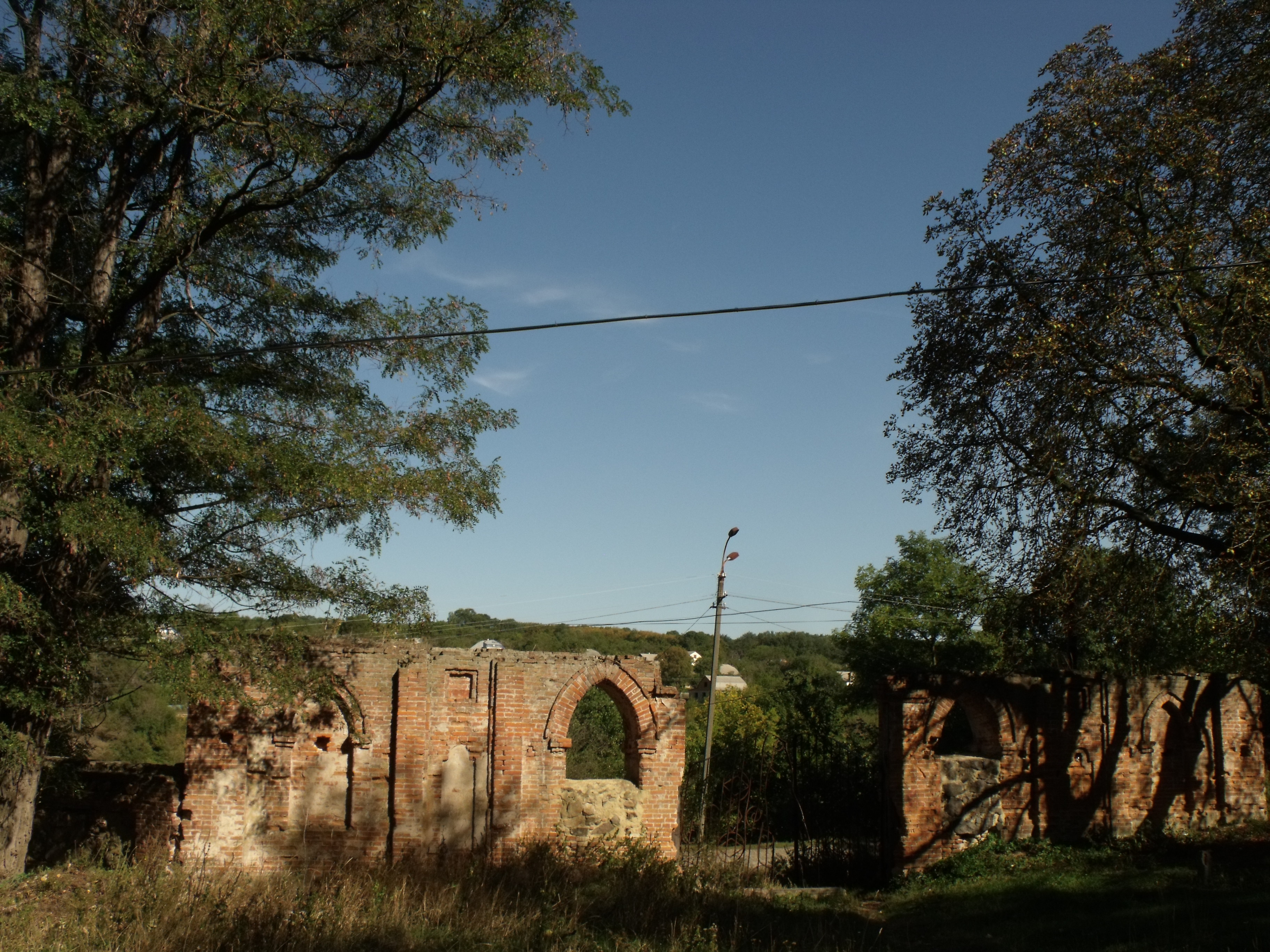
Брама садиби Ярошинських (Тиврів)
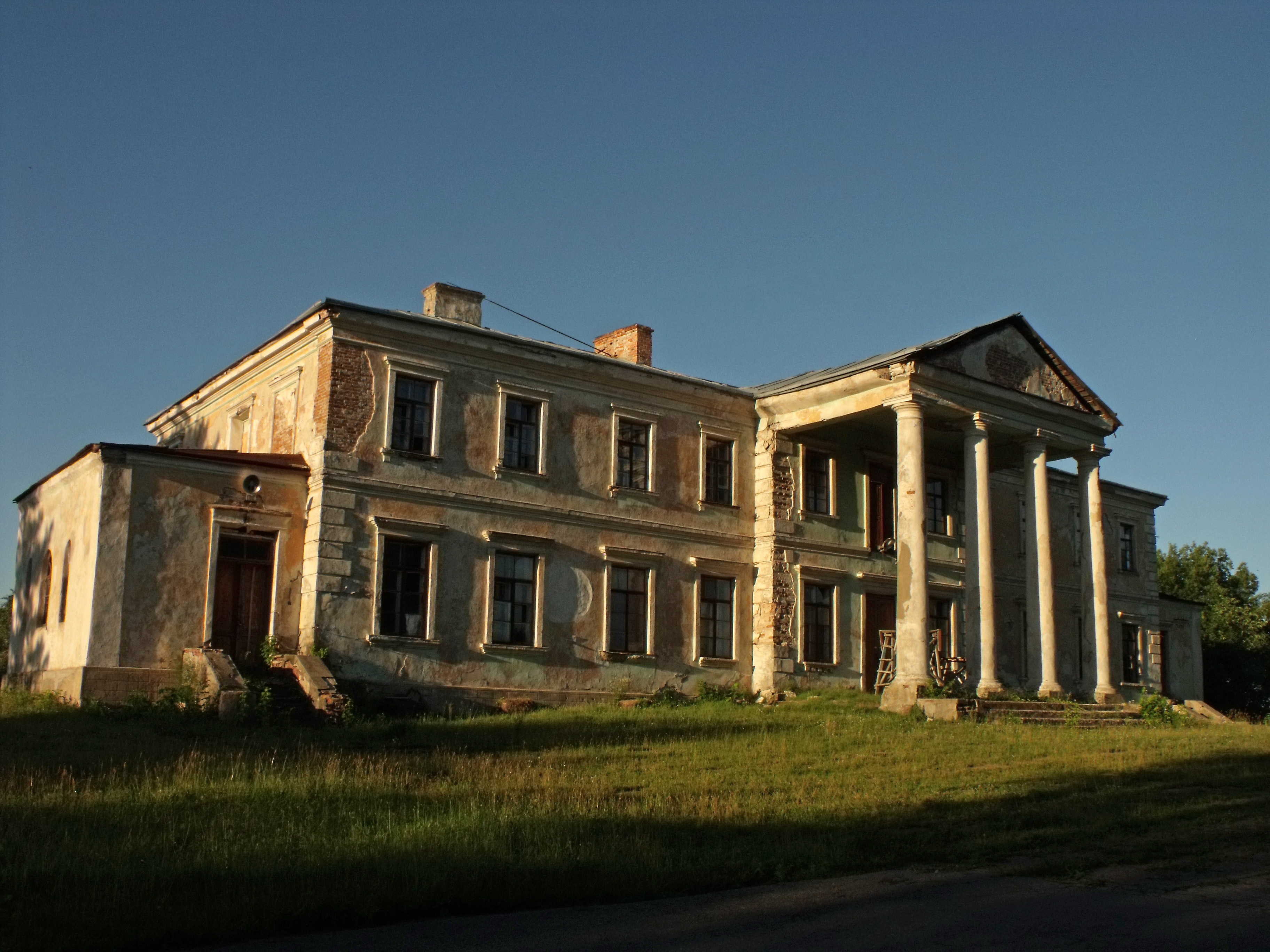
село Гушинці,Калинівський район

## Волинська обл.

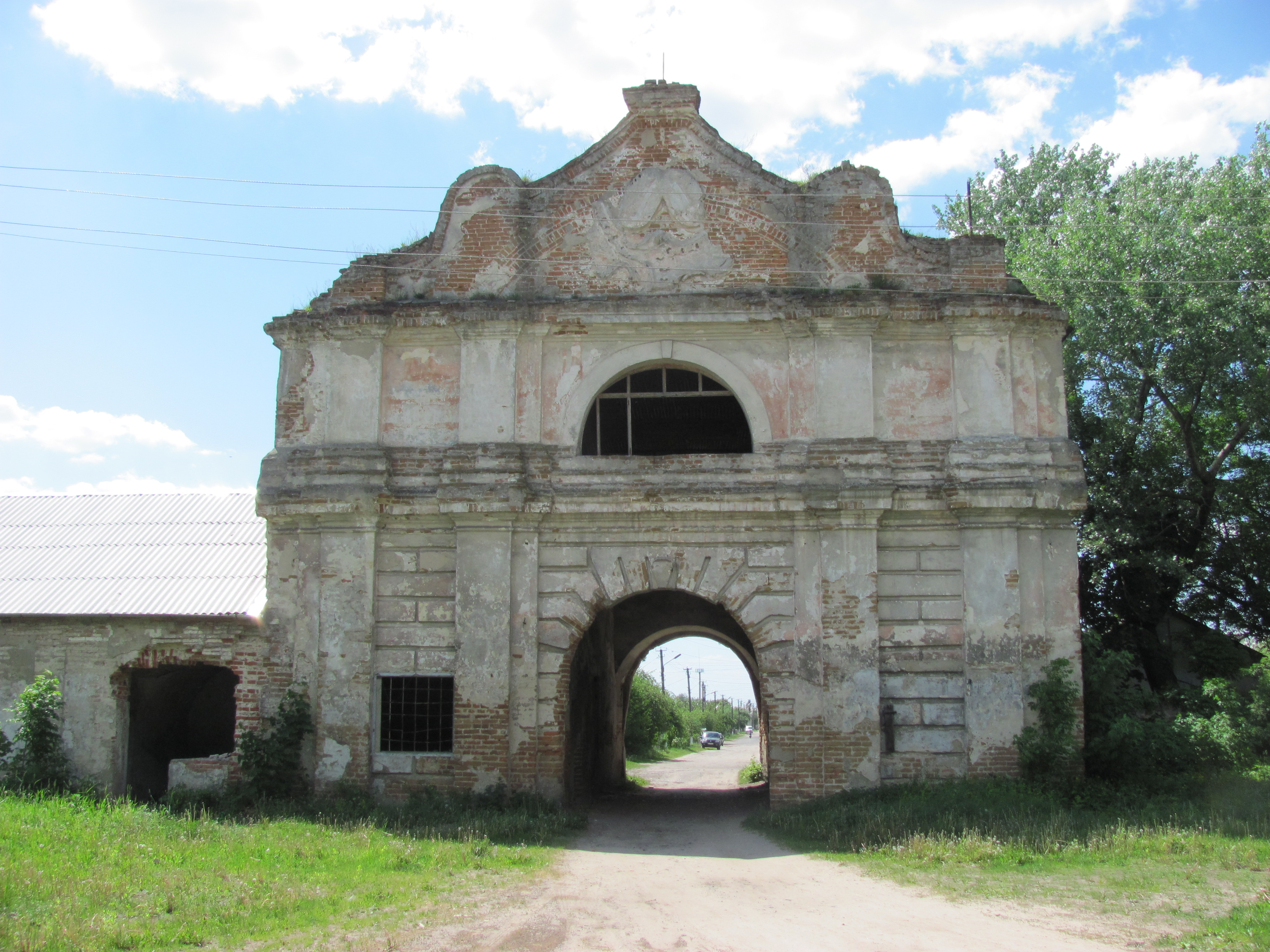
В'їзна брама знищеної садиби

- Любешів, Любешівський район, садиба 18 ст.

## Дніпропетровська обл.
- Садиба Федора Максимовича Брискорна і церква (проект Івана Старова або Миколи Львова), знищена повністю
- Садиба Милорадівка родини Милорадовичів (неподалік Кривого Рогу).

## Житомирська обл.
- с. Дениші, палац Терещенків, модерн, (архітектор П. Голландський), початок XX ст. Руїна.
- с. Івниця, залишки садиби барона Шодуара, друга половина XVIII — початок XX ст., пейзажний парк. Двоповерховий палац зруйновано у середині XIX ст., збережені флігель, в'їзна брама (бароко), декоративні вежі кам'яної огорожі.
- м. Коростишів, маєток Олізарів, кінець XVIII ст. Знищено.
- смт. Червоне, палац Грохольського-Терещенків, неоготика, друга половина XIX ст. Збережений, потребує ґрунтовної реставрації, будівля передана Свято-Різдва Христового Червонському жіночому монастирю.

## Запорізька обл.
- Садиба Попова, Василівка (місто), у стилі еклектика і неоготика, буівництво у 1864–1884 рр., стан аварійний, пейзажний парк і стародавня діброва вирубані.

## Івано-Франківська обл.
- Садиба Реїв (Приозерне),  садиба роду Реїв в с. Приозерне Івано-Франківської області, Україна, пам'ятка архітектури національного значення, руїни, палац, парк, конюшня, зерносховище, в'їзна брама.

## Київська обл.

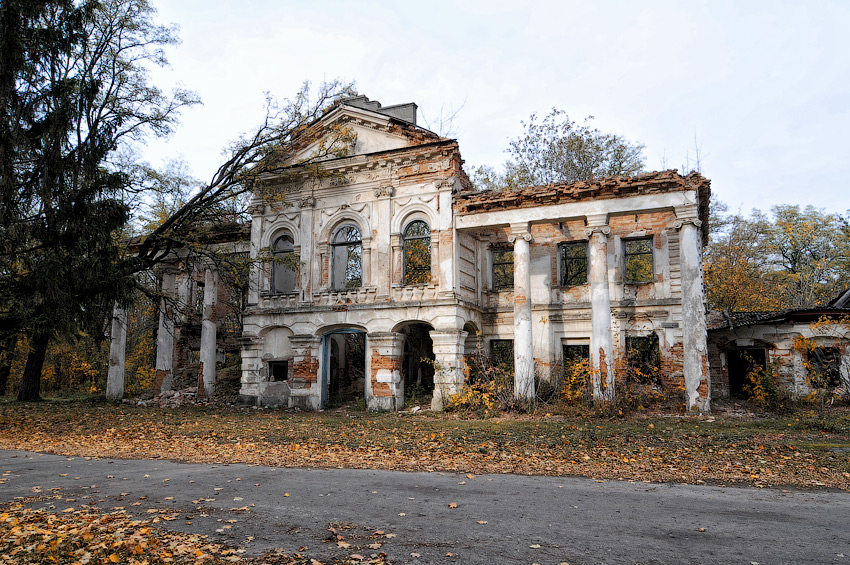
Руде Село. Садиба Залеського — українське палладіанство

- Руде Село, садиба-палац Станіслава Залеського гербу h Prawdzic , XVIII ст, класицизм, палладіанство, флігель, в'їзна брама, пейзажний парк. Суцільна руїна.
- м. Кагарлик, палац Трощинського, XVIII ст., парк. Знищено
- с. Копилів, садиба фон Мекк, модерн, XIX ст. Покинута
- с. Мироцьке, палац Остен-Сакенів, кінець XIX ст., парк. Руїна, передано Українській православній церкві під храм Казанської Ікони Божої Матері.
- Садиба Яготин родини Розумовських і Репніних-Волконських, палац знищено 1917 р, залишки парку і будиночків для гостей

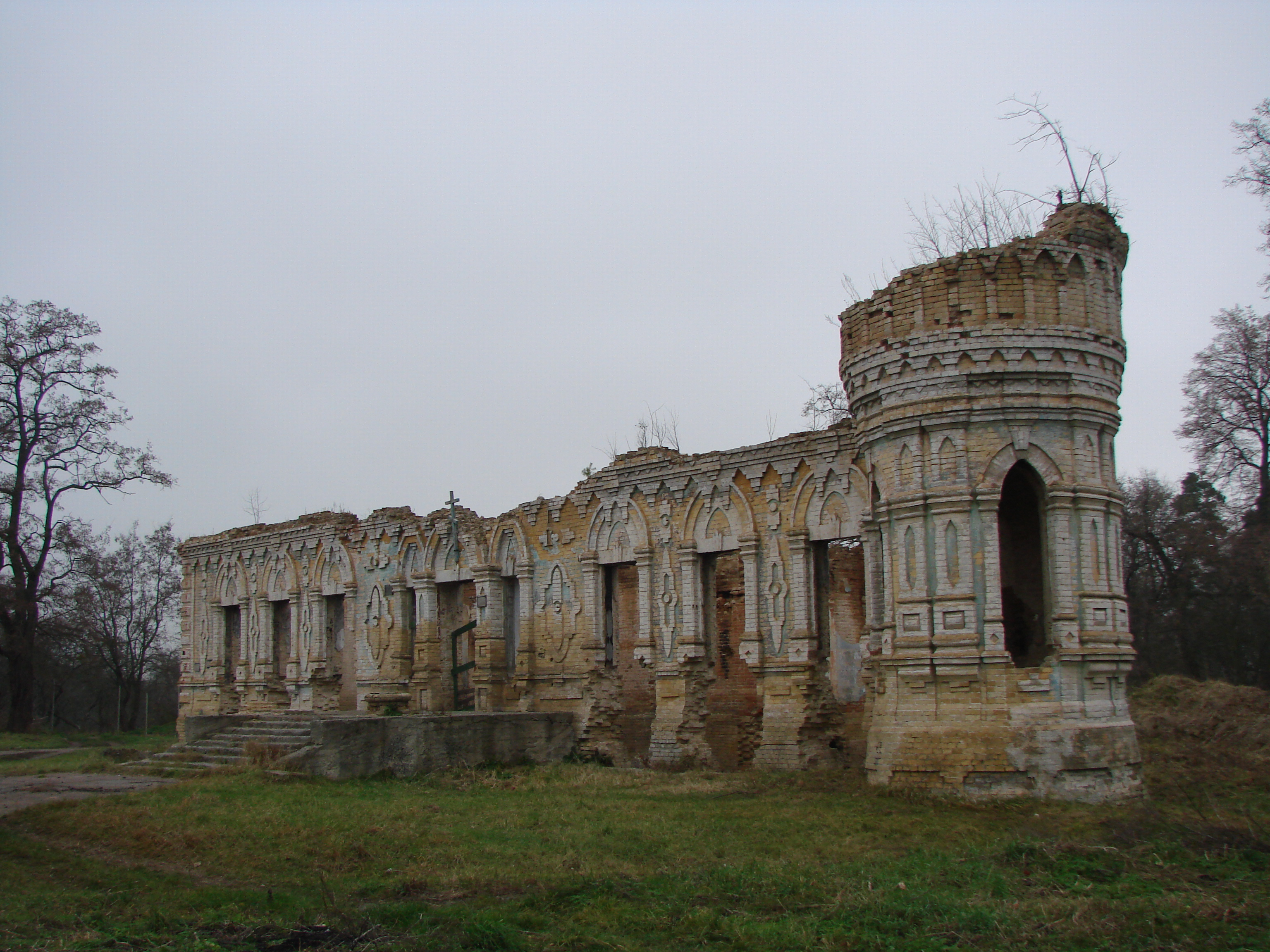
Руїни палацу Остен-Сакенів в Немішаєві-Мироцькому.

## Луганська обл.
- смт Селезнівка, садиба і палац Мсциховського з 1890 року, неоготика, кінець 19 ст., архітектори — Сергій Гінгер та Леонід Руднєв(що працював пізніше в Москві). Використовувався як наркологічний диспансер, на 2010 р. стоїть пусткою, ніяк не використовується. Збережено, стан аварійний. Пейзажний парк 22 гектари, садівник Марцин Хубецький. Садибна церква передана релігійній громаді і відокремлена від садиби парканом.
- Весела Гора. Луганська обл.
- Панський маєток (Олександрівськ) або палац Юзбаша

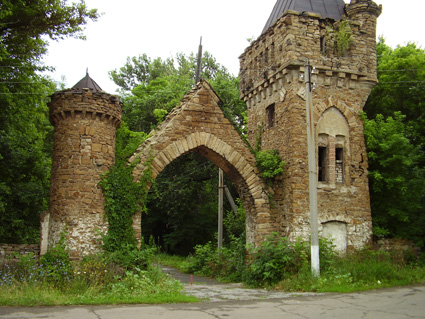
Палац Мсциховського, в'їзна брама,  Селезнівка
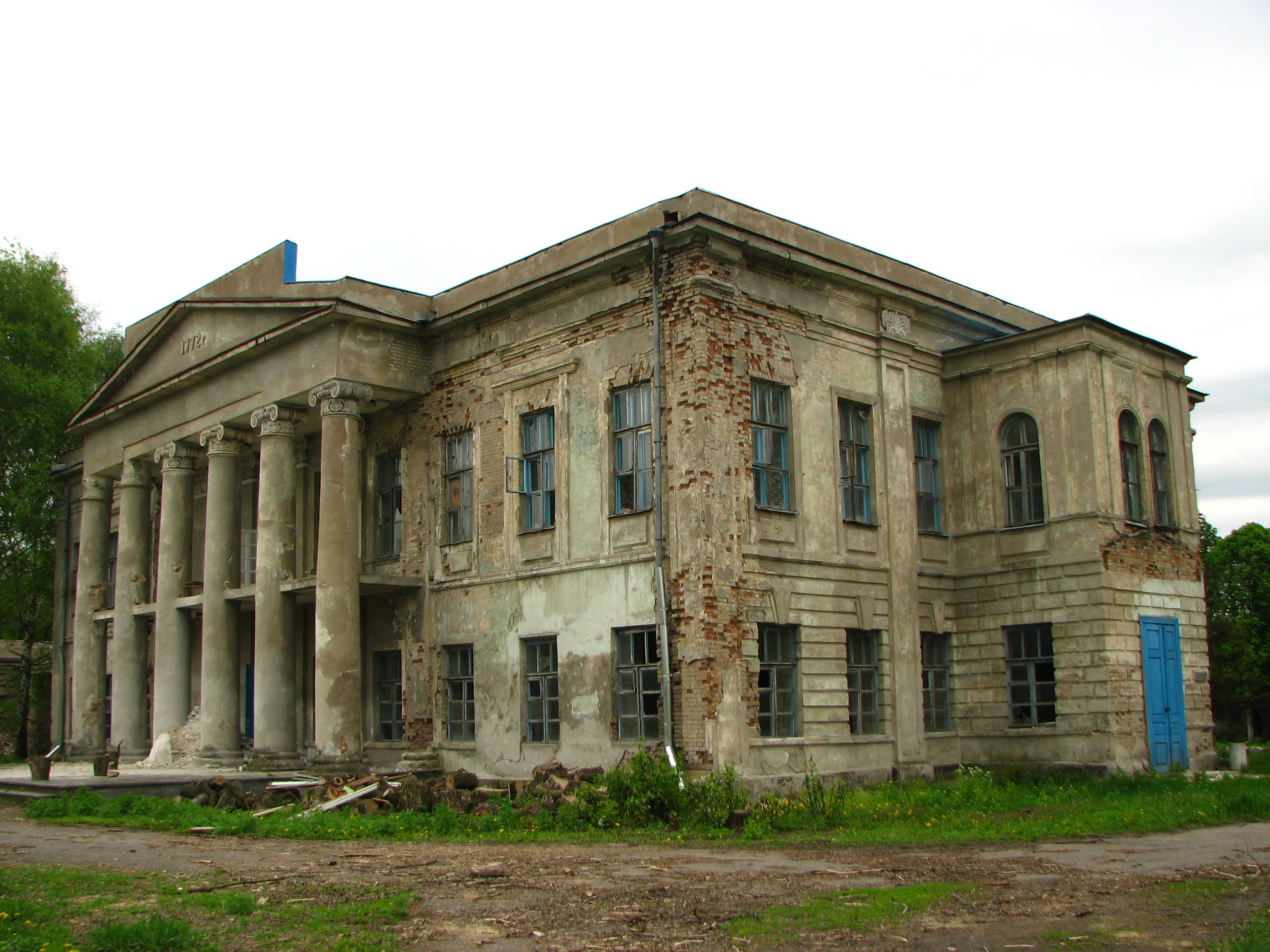
Панський маєток (Олександрівськ) або палац Юзбаша
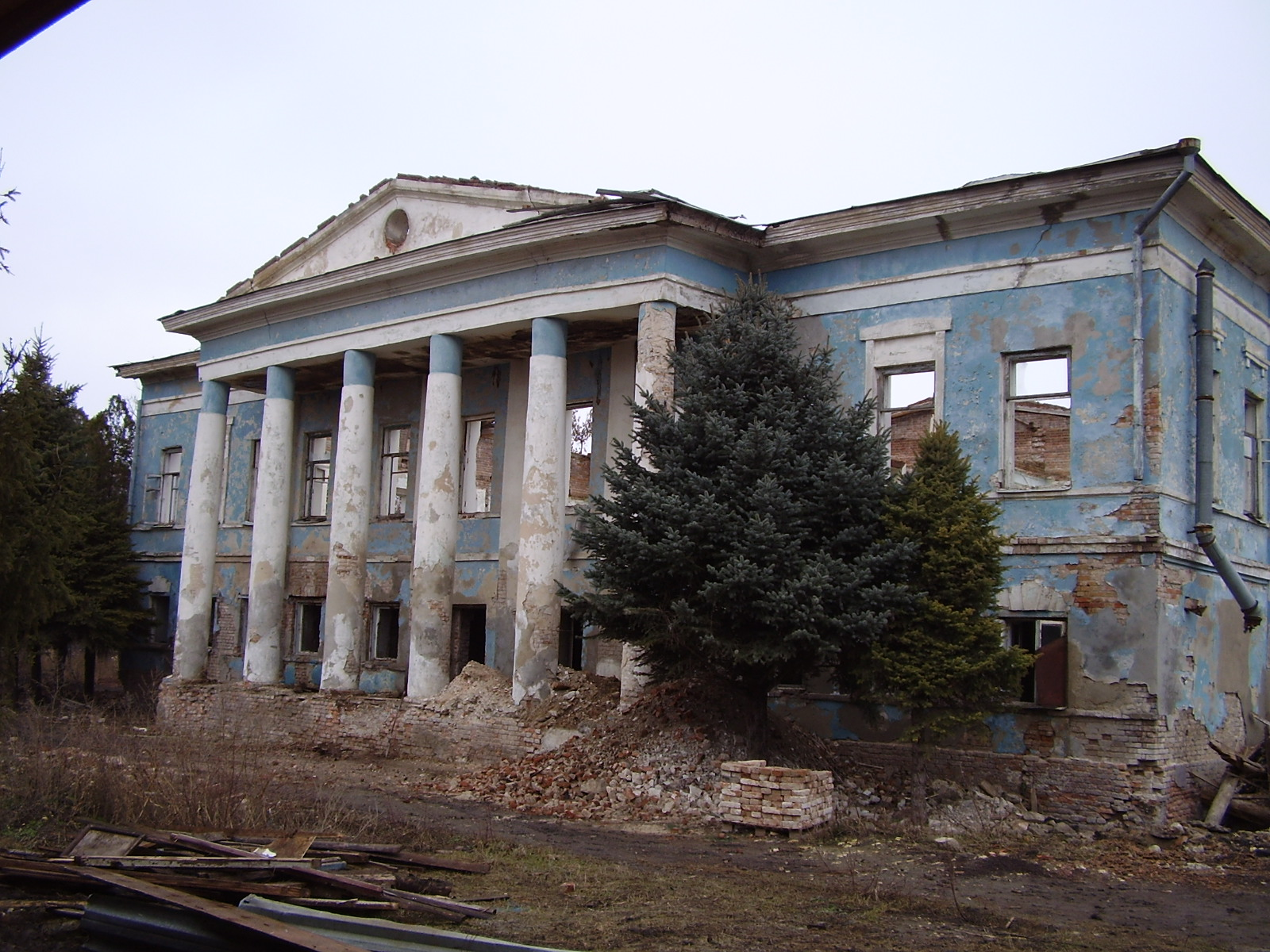
Весела Гора. Луганська обл.

## Львівська обл.
- с. Тартаків — палац XIX століття на місті колишнього замку Потоцьких, двоповерховий, західний флігель з вежею. 20 років тому — зруйнований пожежею. 3 лютого 2010 р. голова Львівської ОДА Микола Кміть підписав угоду про передачу в концесію пам'ятки…[1]
- Червоноград, садиба Потоцьких, парк знищений і забудований стадіоном, палац — аварійний стан
- Родинний маєток Лянцкоронських у селі Хлопи (Переможне) у передмісті Комарно.
- Замок у Мурованому, збереглися незначні руїни палацу, зведеного на місці замку, вали і територія парку.

## Одеська обл
- село Василівка, Палац-Садиба Дубецьких

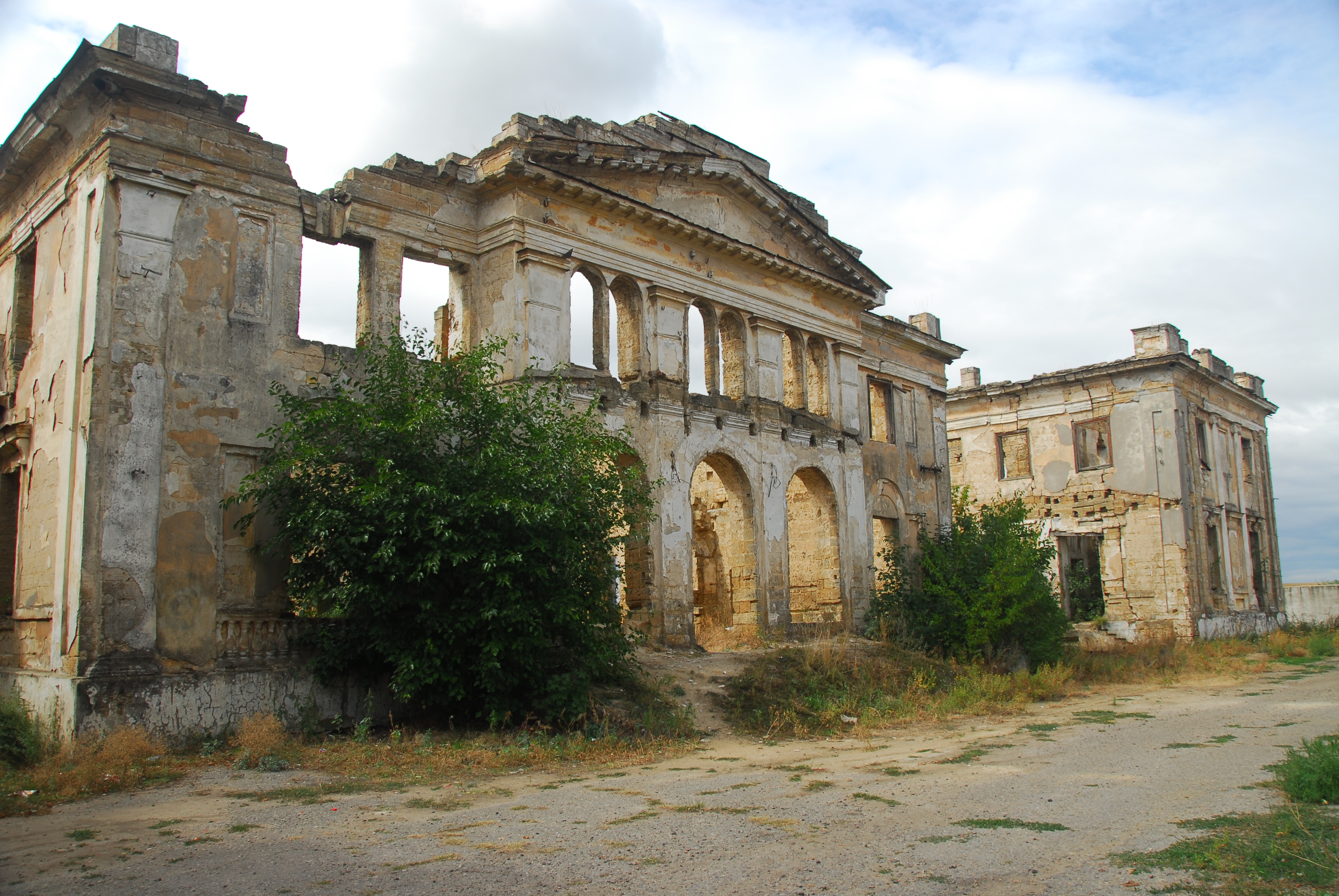
Палац-Садиба Дубецьких, село Василівка
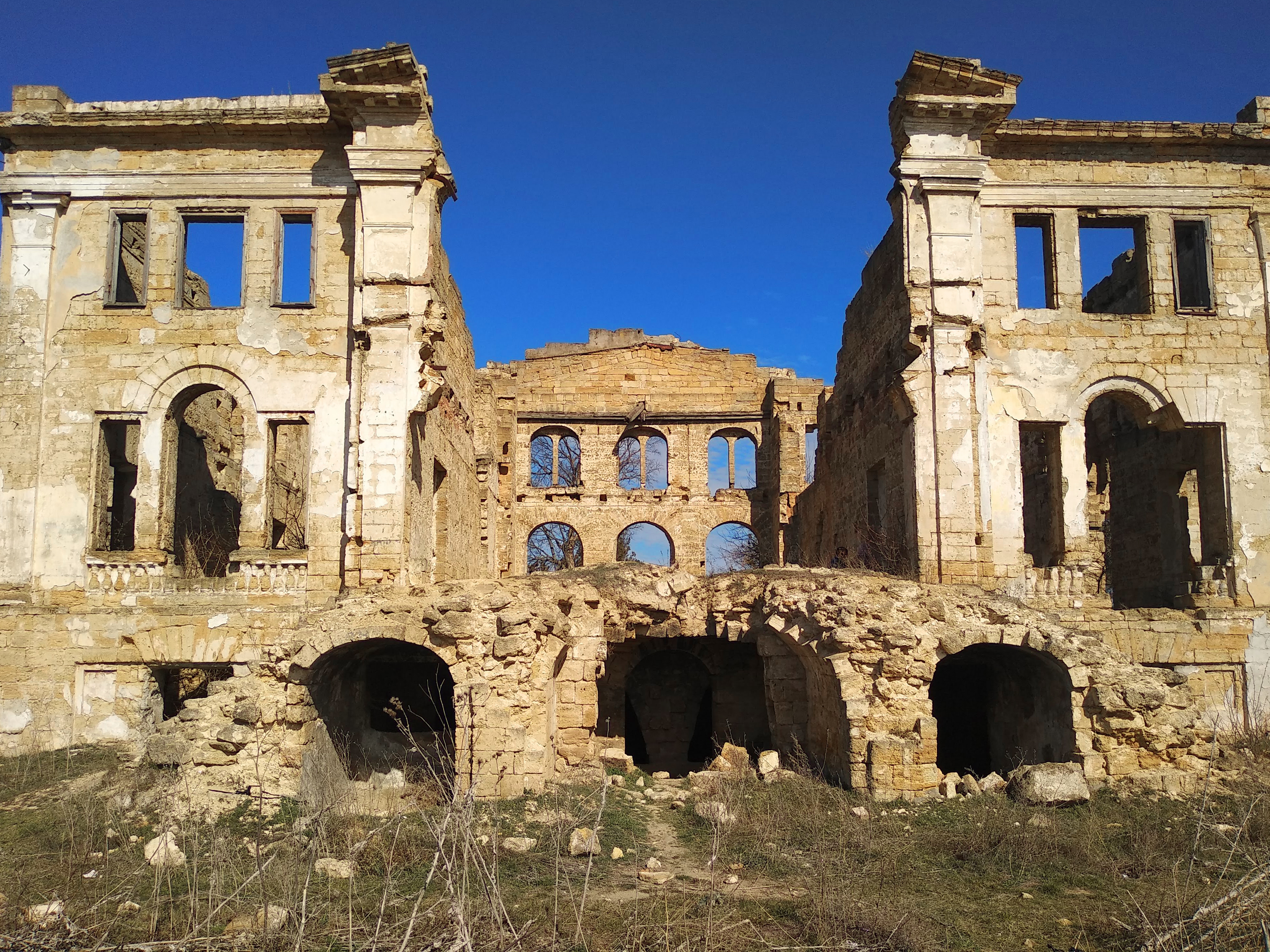
Палац-Садиба Дубецьких

- село Ряснопіль, Садиба Ґіжицьких

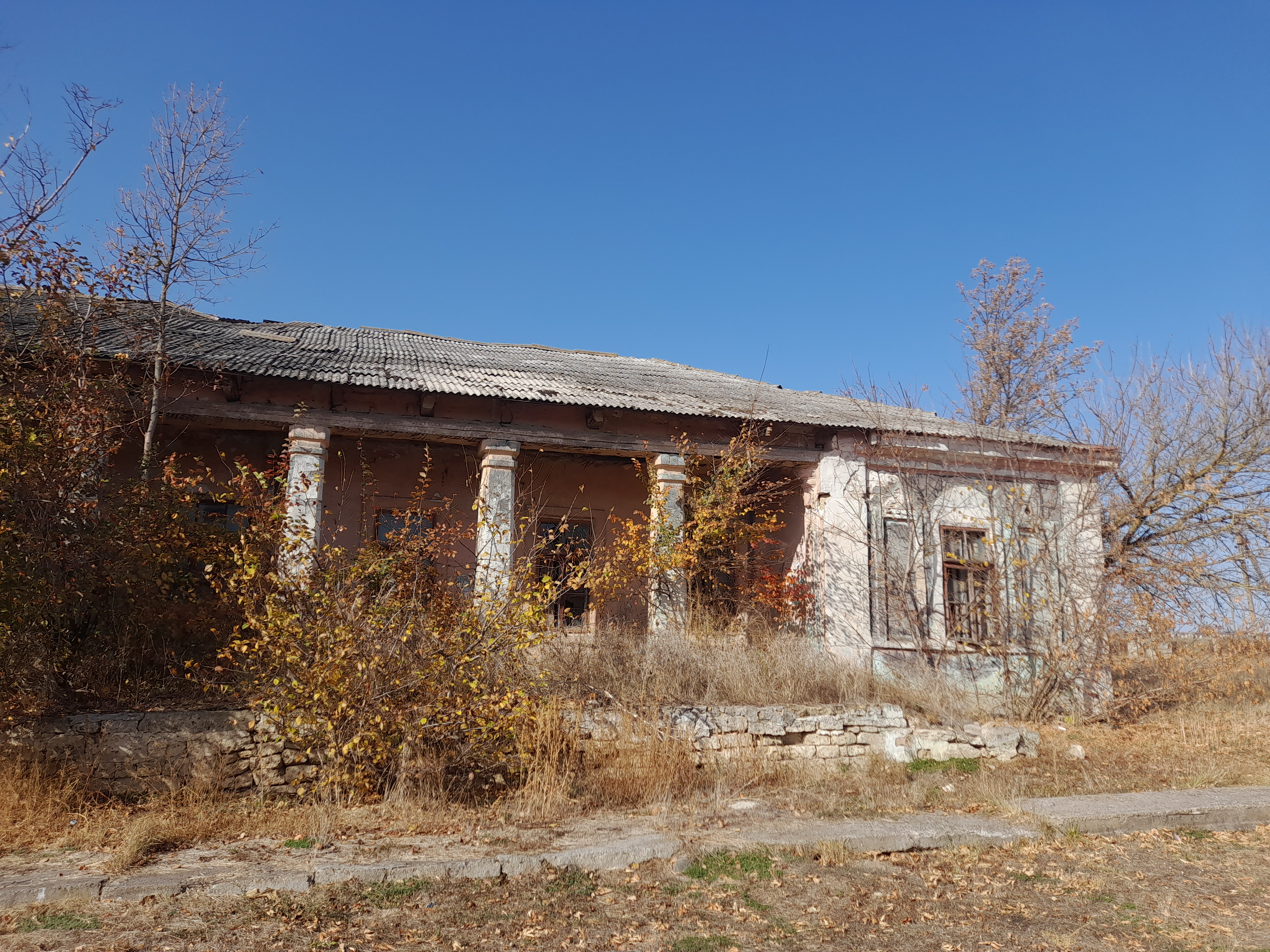
Садиба Ґіжицьких
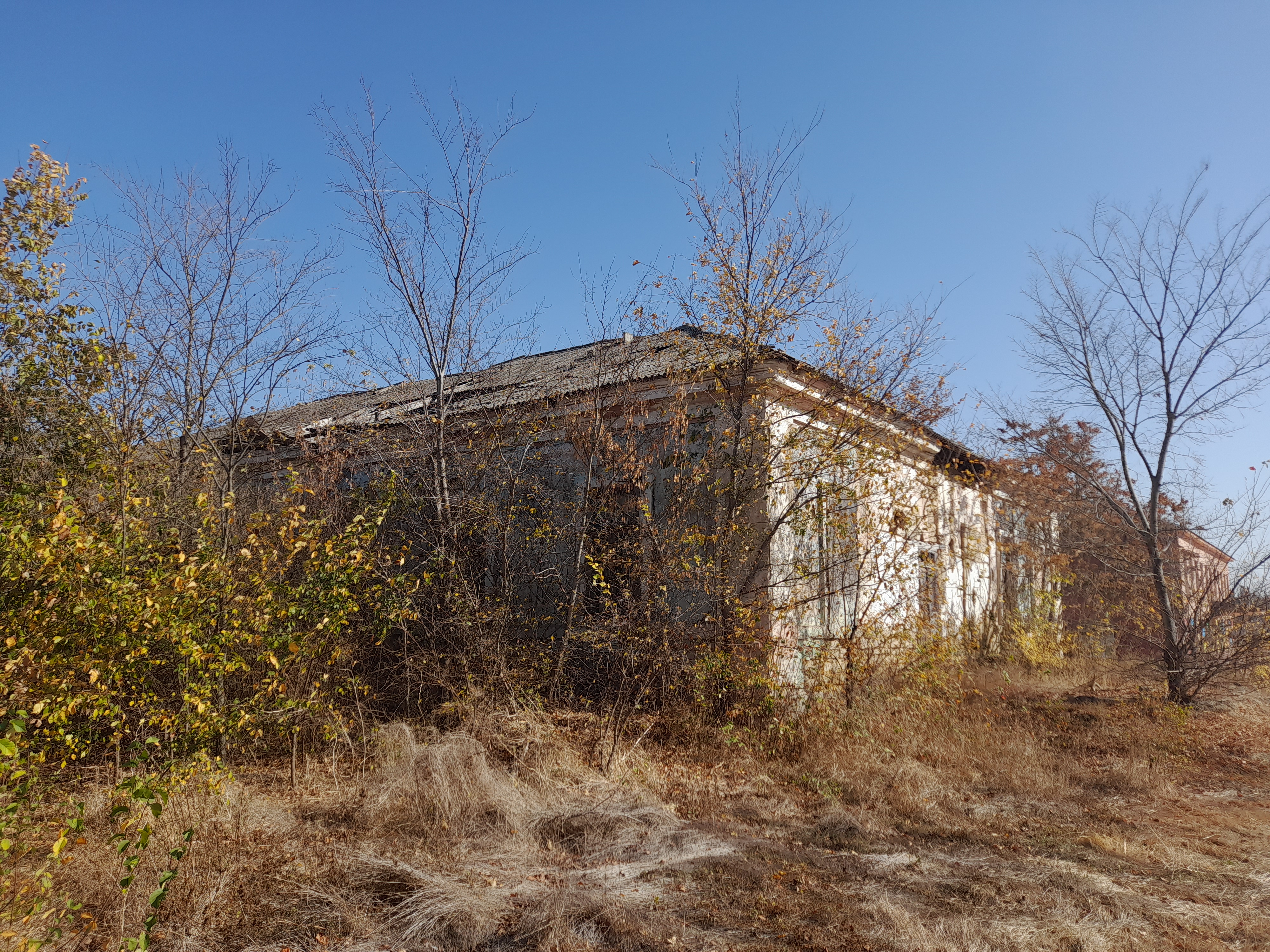
Садиба Ґіжицьких
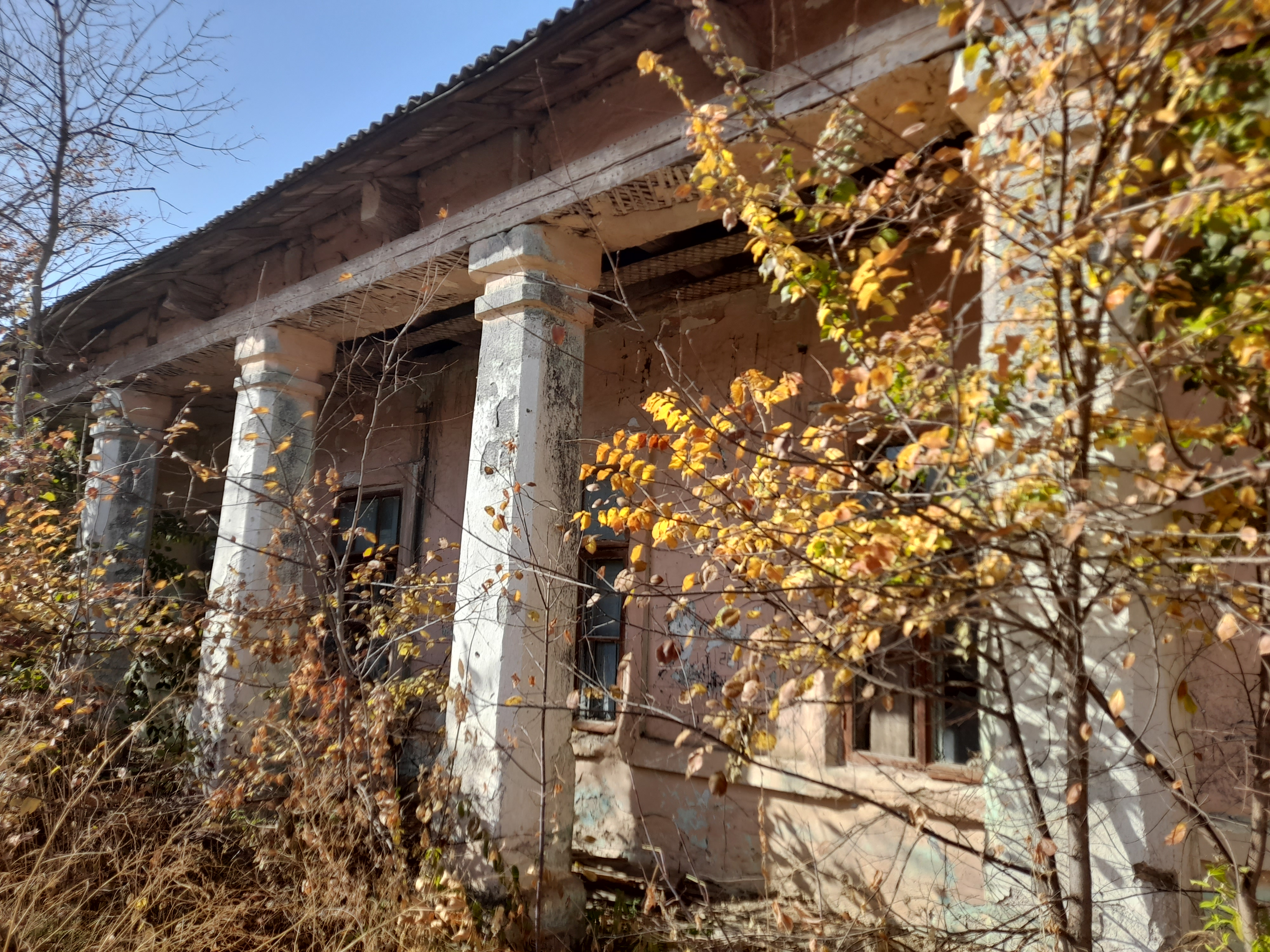
Садиба Ґіжицьких
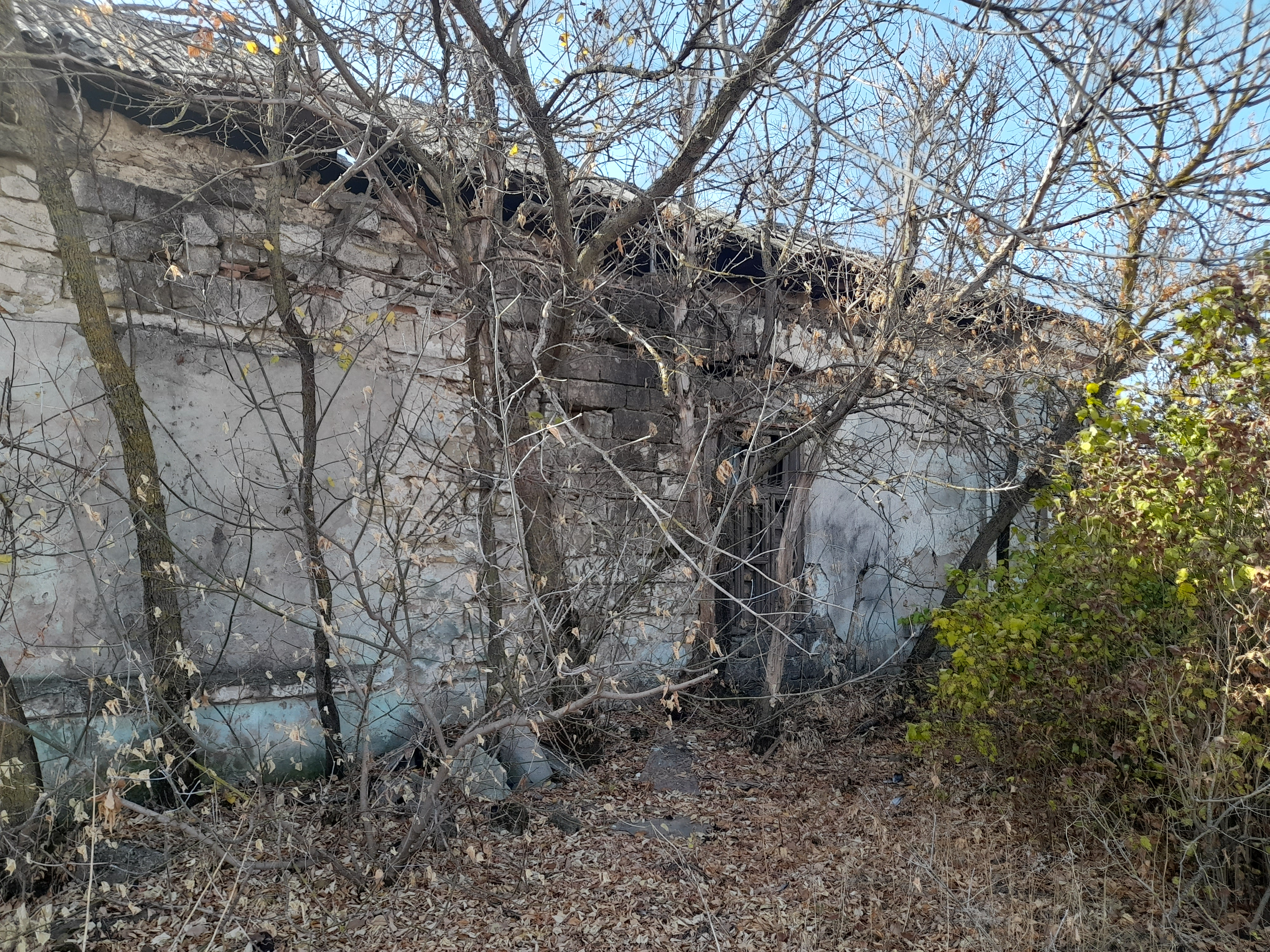
Садиба Ґіжицьких

- Дубки, Садиба Графині Глебової

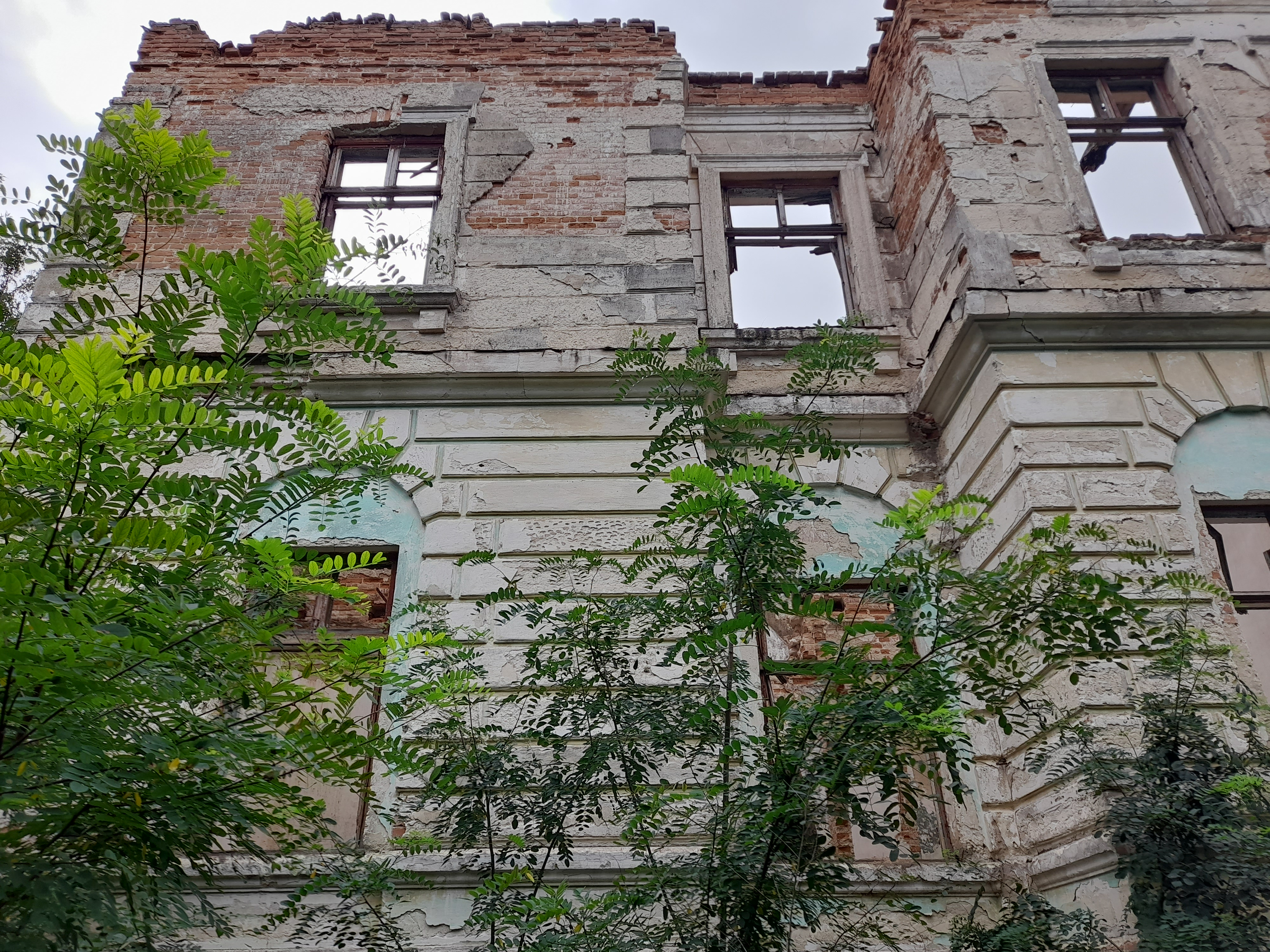
Садиба Графині Глебової
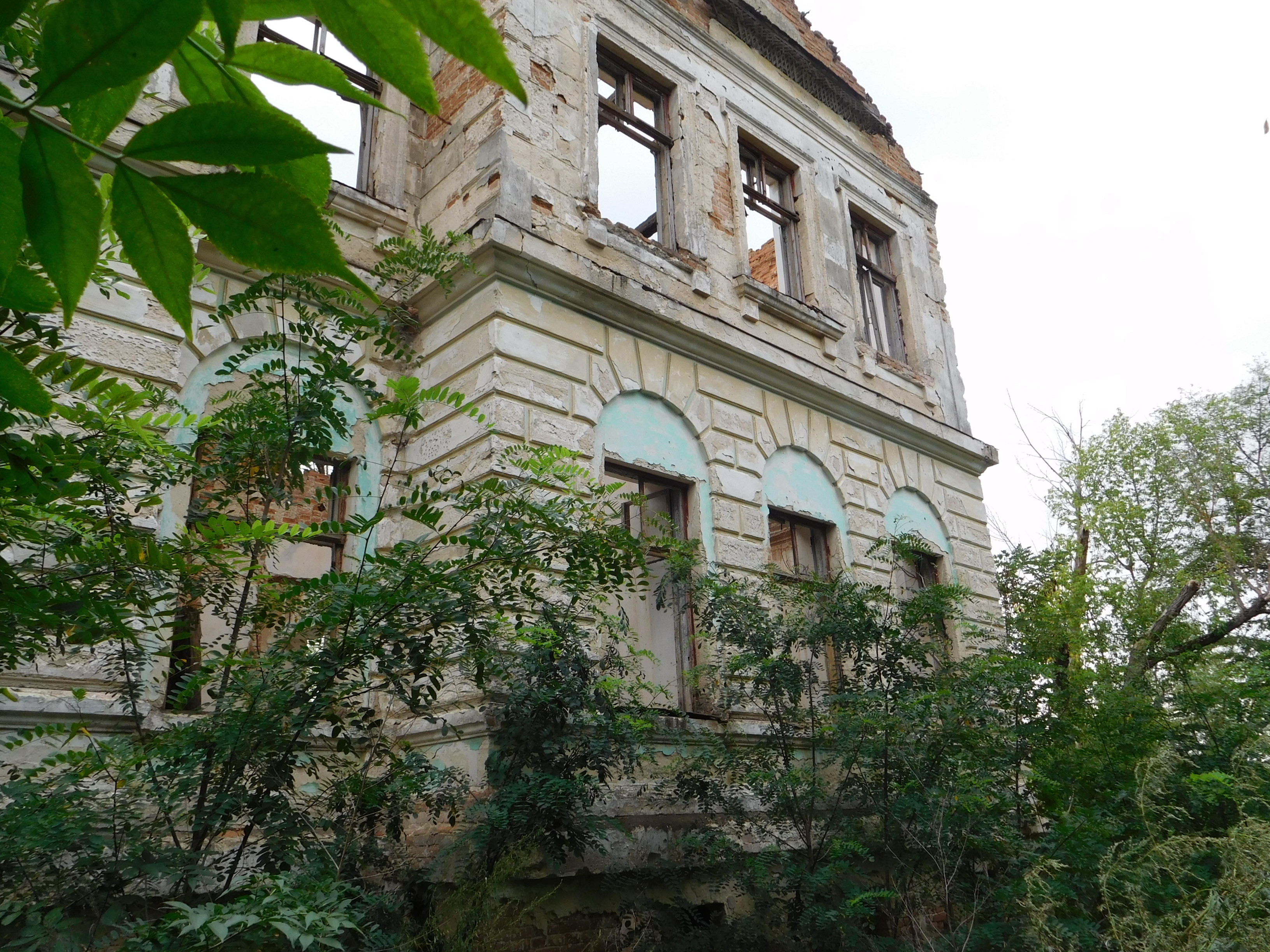
Садиба Графині Глебової
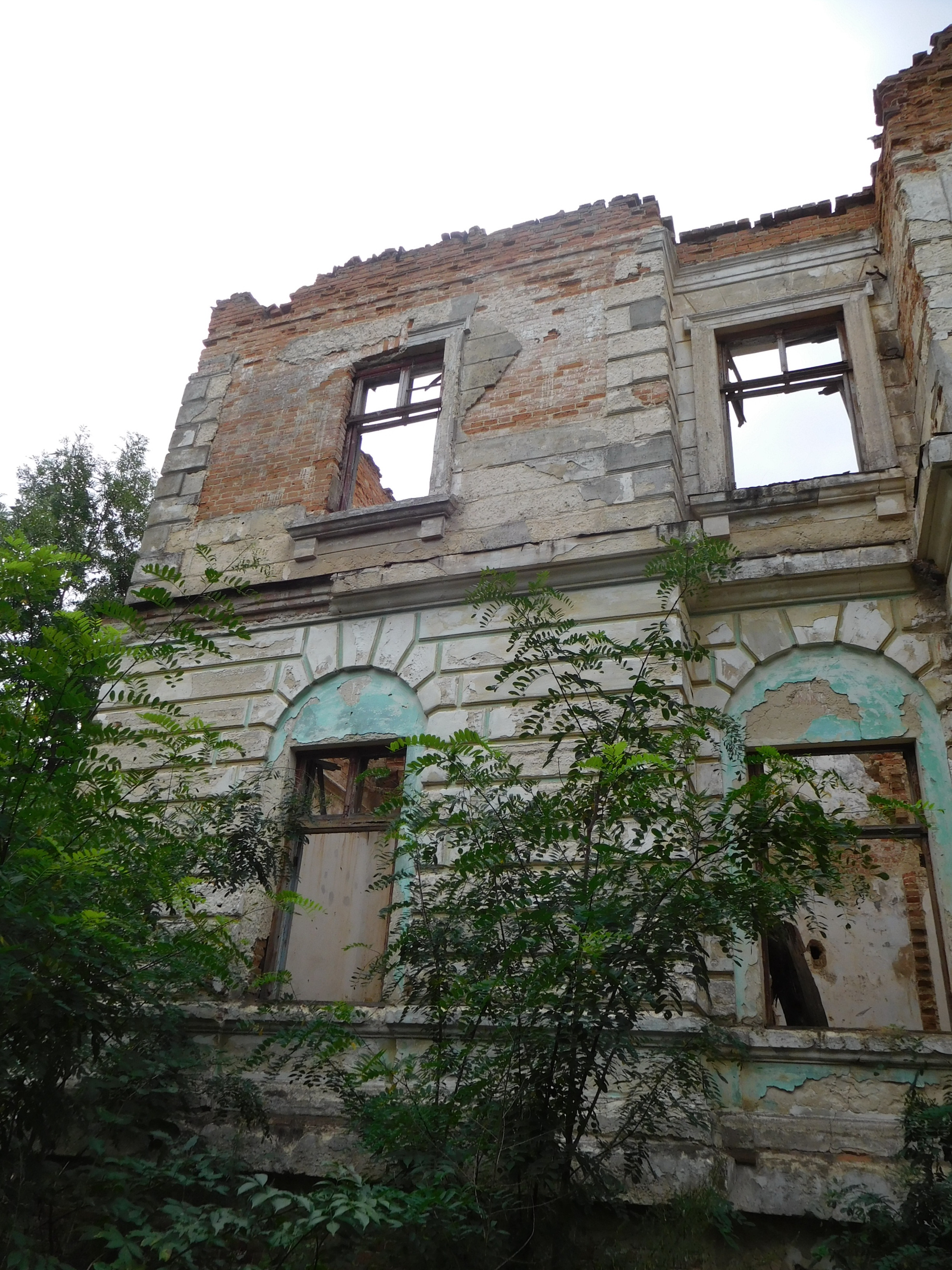
Садиба Графині Глебової

- Заводівка, Маєток Рауха

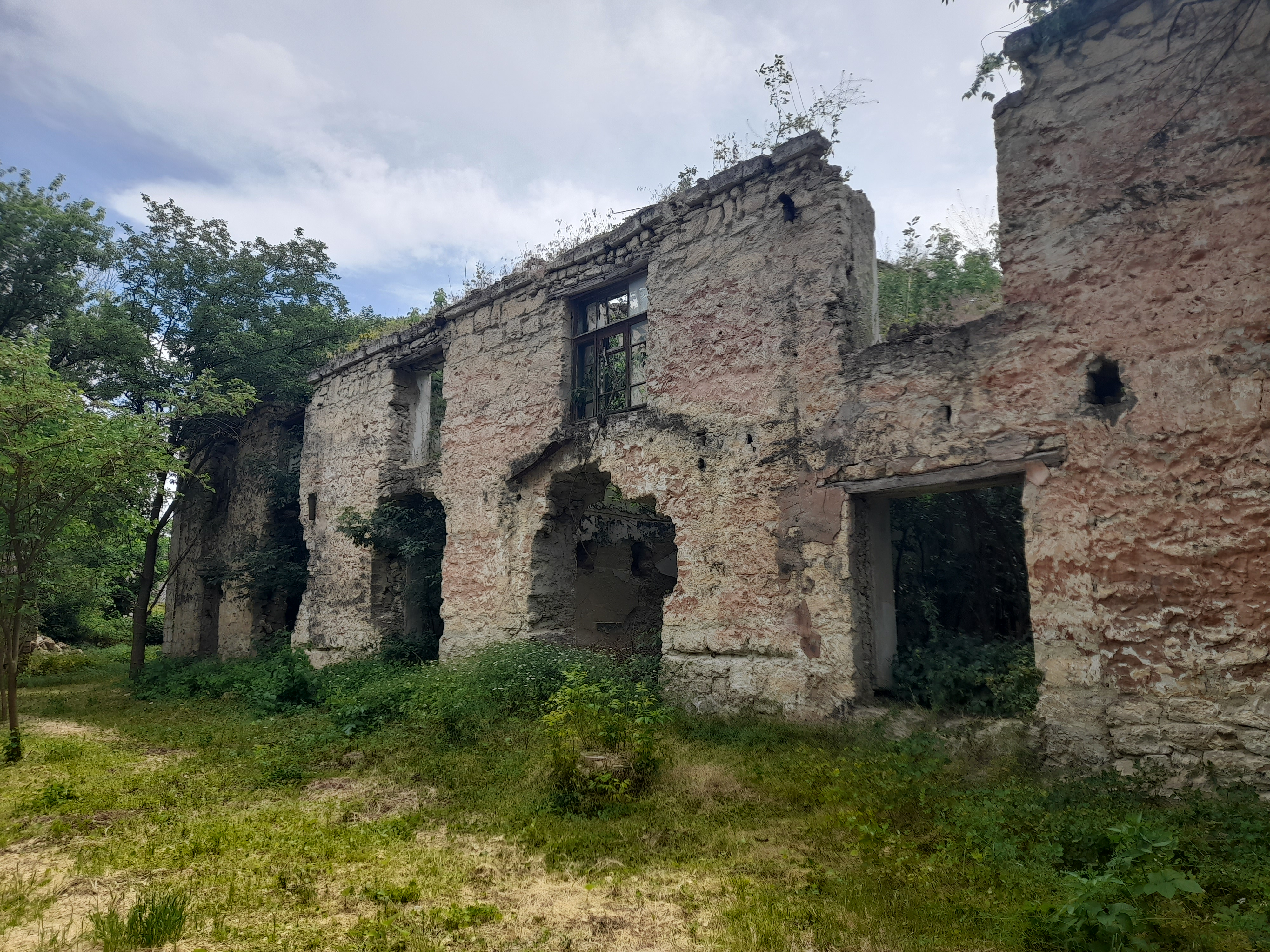
Ймовірна будівля мисливського маєтку Рауха - знаходиться в руїнах
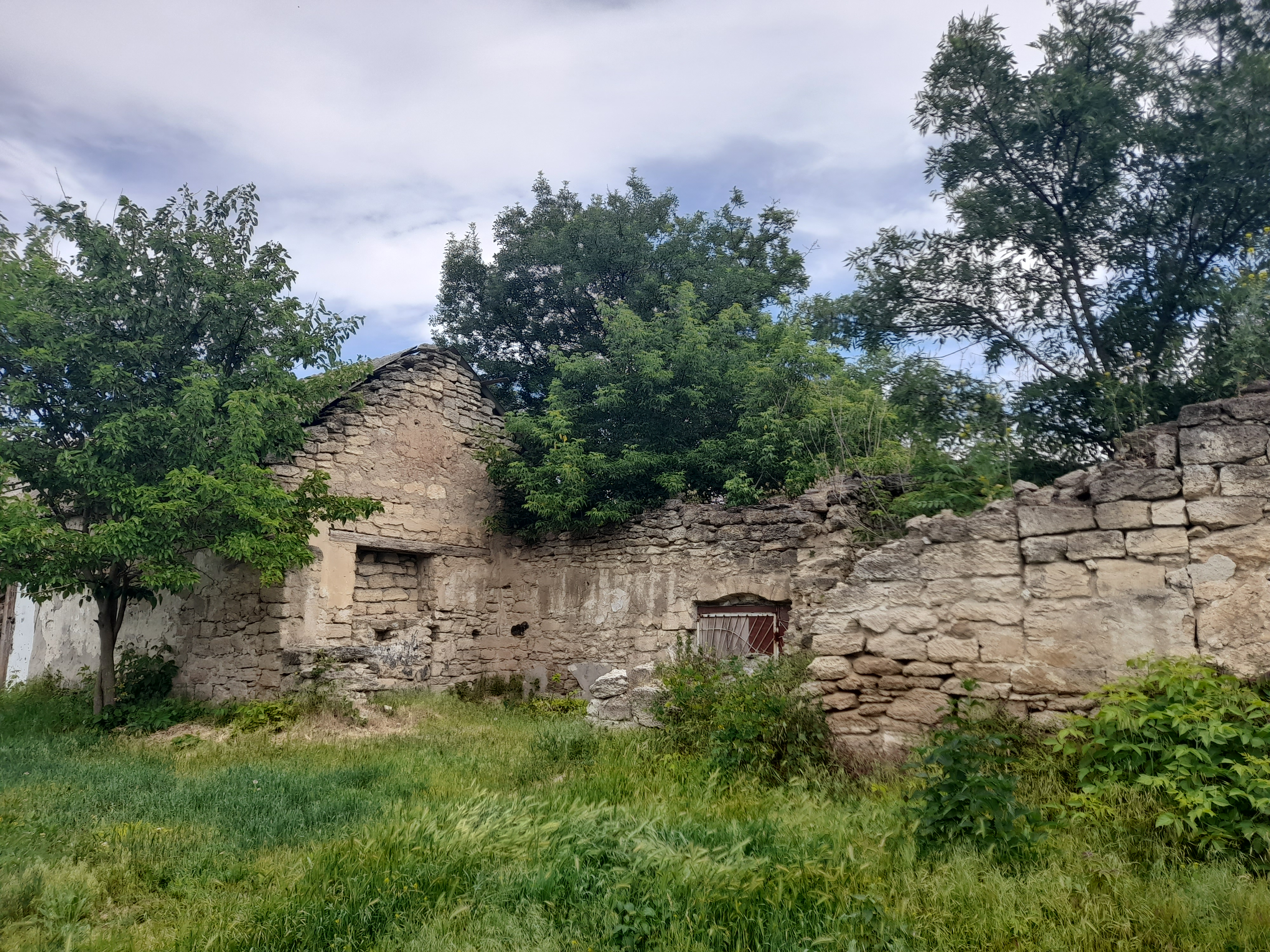
Руїни стайні
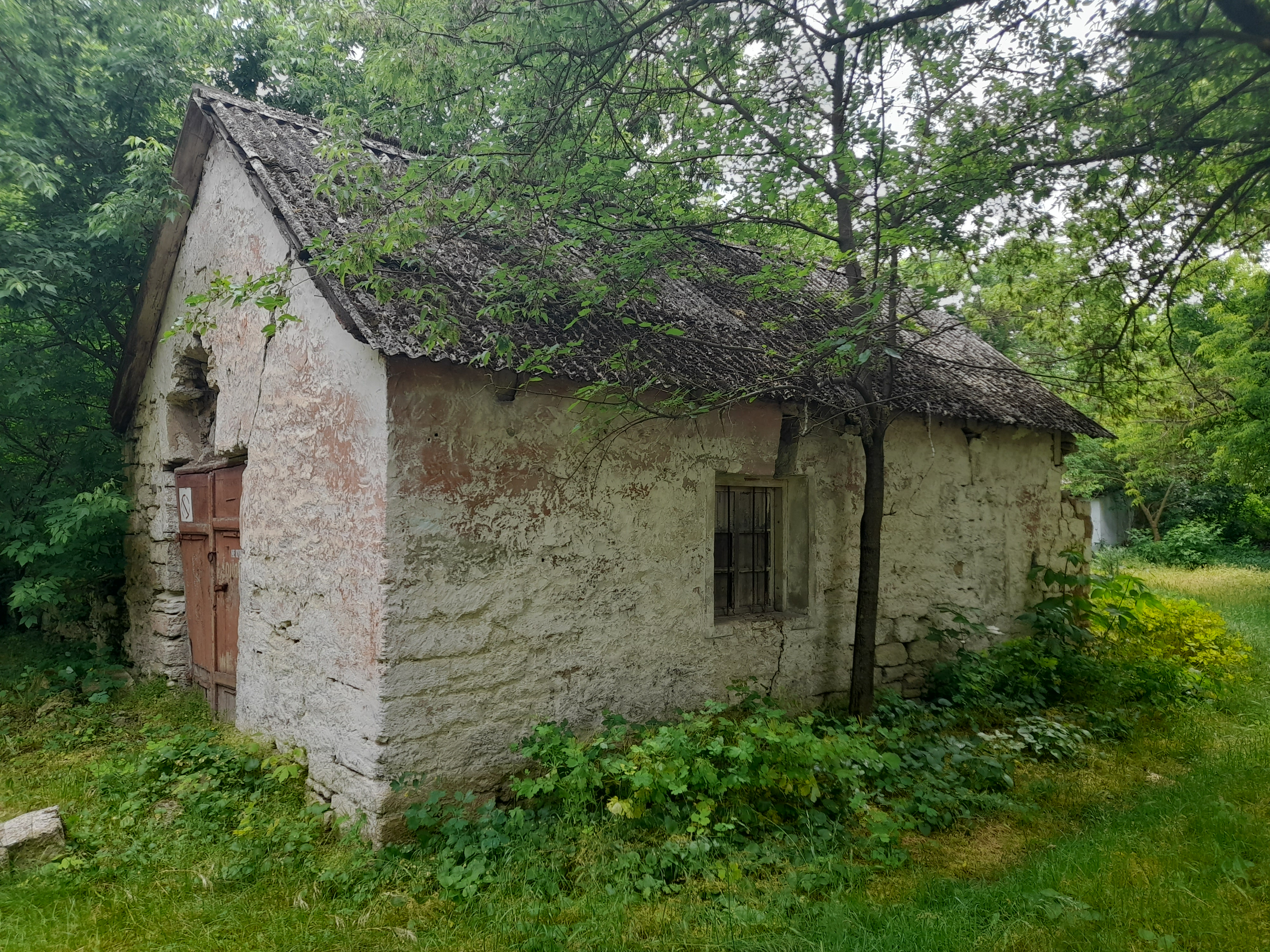
Господарська будівля

## Рівненська обл.
- місто Корець, двоповерховий палац Чарторийських, 19 ст, збережений, ліцей (не плутати з Корецьким замком 18 ст., бароко, що згорів у 1832 р. і перебуває в руїнах)

## АР Крим
- Садиба Мухалатка, 1909 року, арх. О. Е. Вегенер. Висаджена у повітря при відступу Червоної Армії з Криму в 1941 році, аби не віддавати її фашистам. Не відновлена.

## Сумська обл.
- садиба М. Камбурлея, смт. Хотінь, кінець 18 ст. класицизм, (арх. Дж. Кваренгі), зруйнована
- гетьманський палац К. Розумовського, м. Глухів, 18 ст. зруйновано
- садиба Кондратьєвих, містечко Низи, еклектика, 19 ст., аварійний стан
- Село Лифине, Лебединський район. Залишки садиби поміщика Хрущова. Палац володаря — в аварійному стані.
- село Волокитине, садиба Андрія Міклашевського.
- садиби Харитоненка, Суми, 19 ст.

## Тернопільська обл.
- палац графів Лянцкоронських, смт Мельниця-Подільська, кінець 18 століття, зруйнований у 1940-х

## Харківська обл.
- Старий Мерчик, садиба Квашніних-Самаріних, класицизм кінця 18 ст., покинута, стоїть пусткою
- місто Люботин, 35 км від Харкова, палац, стан аварійний.
- Садиба князів Святополк-Мирських
- Садиба, Люботин

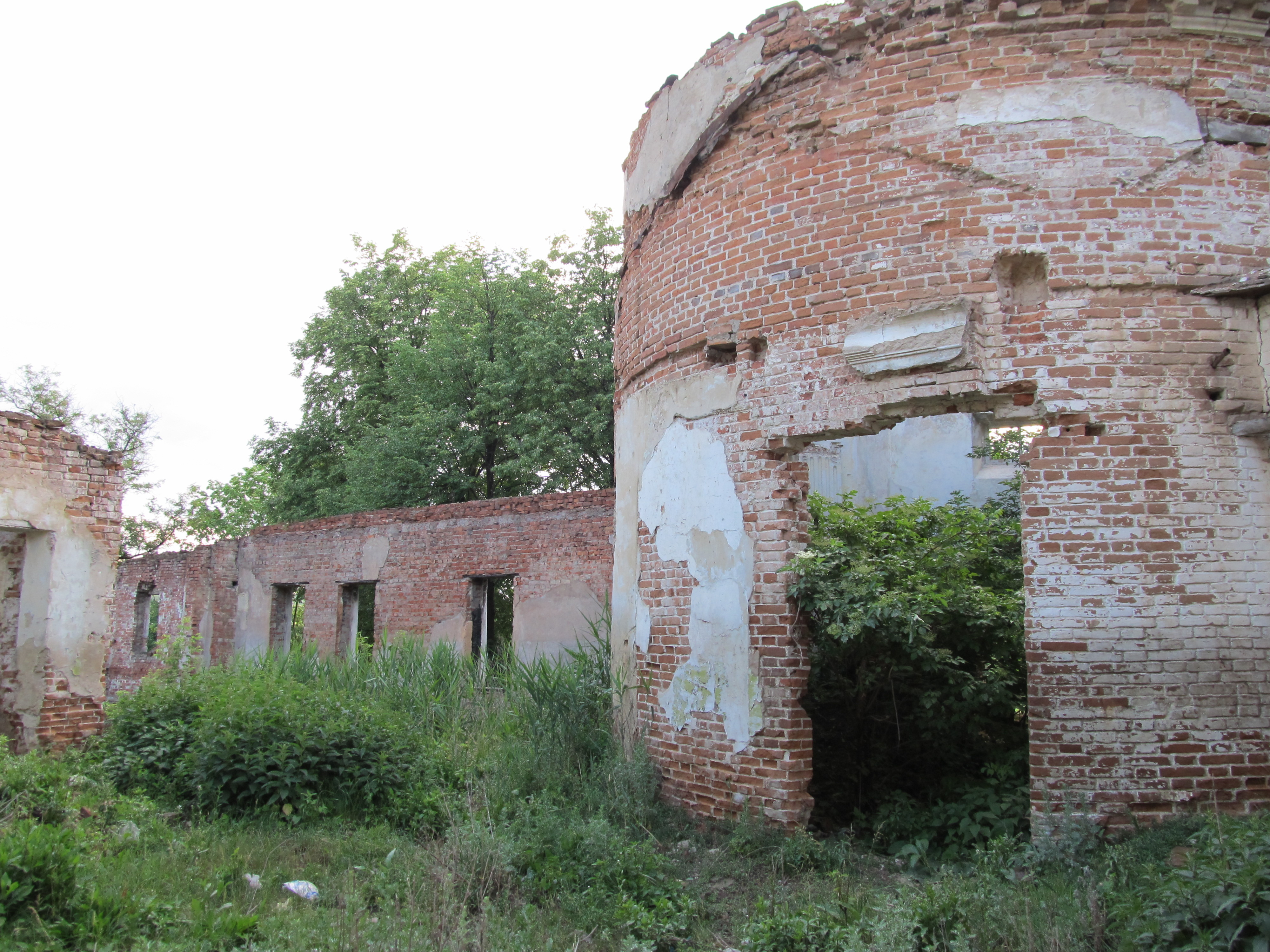
Садиба князя Святополк-Мирського
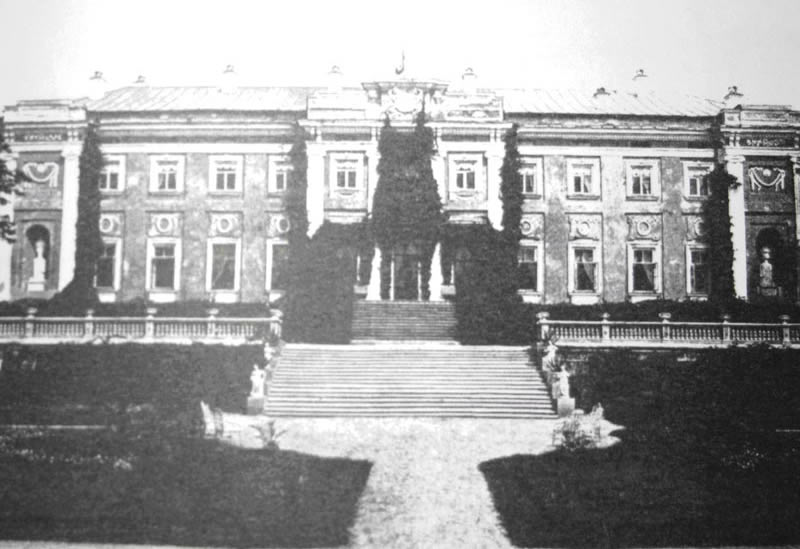
Старий Мерчик,садиба Квашніних-Самаріних. архівне фото.
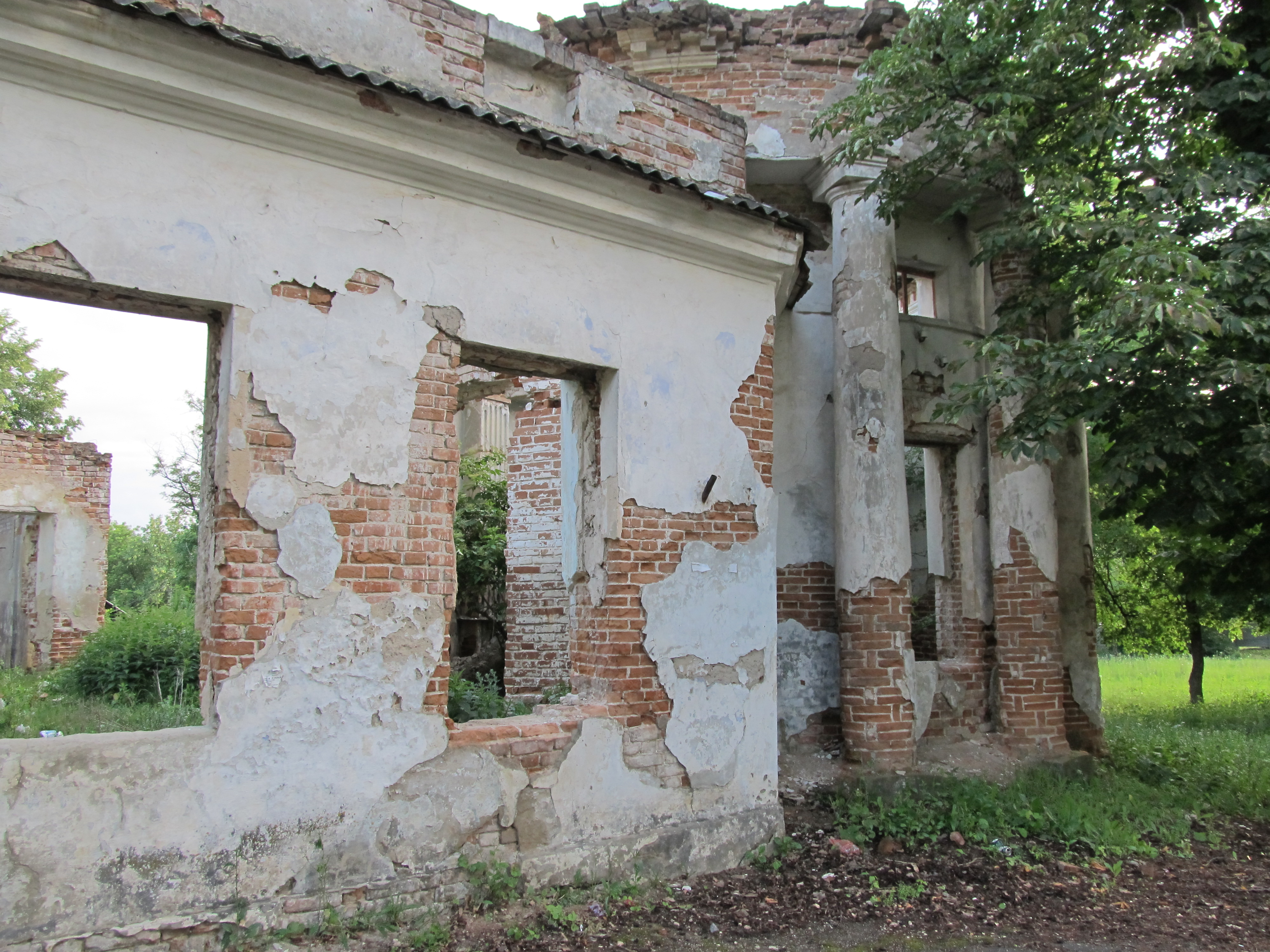
Садиба, Люботин

## Хмельницька обл.
- Ізяслав, палацовий ансамбль Сангушків, арх. П. А. Фонтана, бароко середини 18 ст., суцільна руїна.
- село Отроків, Новоушицький р-н, садиба Ігнація-Сцибора Мархоцького початку 19 ст. (збереглися вежа-донжон, брама, грот в парку, тріумфальна арка — всі напівзруйновані)

## Чернігівська обл
- Садиба Черешеньки генерал-губернатора Петра Рум'янцева-Задунайського, знищена
- Козелець, садиба 18 ст. Розумовських і Дараганів, серед найдавнішіх на теренах Лівобережної України, стан аварійний

## Черкаська обл.
- Садиба Шувалова, Тальне, двоповерховий палац, еклектика, 19 ст, збережена, аварійний стан
- Село Мошни, Черкаська область, палацово-парковий ансамбль графа Воронцова Михайла Семеновича. Пограбований і висаджнний у повітря наприкінці 1919 року, паркові споруди і вежа Святослава знищені в роки війни 1941–1945. Від забудови випадково збережена Преображенська церква 19 століття в стилі неоготика[2].